# 아빠가 남기고 간 훈장
"아빠가 남기고 간 훈장"은 1986년에 개봉한 대한민국의 영화이다.

## 캐스팅
- 김영인
- 이인옥
- 김동호
- 박성식
- 김용학
- 박효근
- 강용규
- 강희
- 김정묵
- 최근재
- 안찬국
- 김미경
- 안정화
- 임규만
- 신문균
- 방승아
- 전용철
- 이경희
- 지경주
- 이경아